# Pierre Reverdy
Pierre Reverdy (13. září 1889 Narbonne – 17. června 1960 Solesmes) byl francouzský básník a esejista.
Narodil se jako nemanželské dítě v jihofrancouzské rodině s vinařskou a sochařskou tradicí. Od roku 1910 žil v Paříži a zařadil se do skupiny nonkonformních výtvarníků a literátů scházejících se v Bateau-Lavoir. Jeho básnická tvorba, vyznačující se překvapivými metaforami, byla ovlivněna kubismem, dadaismem a surrealismem. Roku 1915 vydal první knihu básní v próze a v roce 1917 založil časopis Nord-Sud, zaměřený na avantgardní literaturu, v němž publikovali svá první díla např. André Breton nebo Philippe Soupault.
Jeho život a tvorbu výrazně poznamenal milostný vztah s Coco Chanel a duševní otřes z rozchodu ho přivedl k opuštění uměleckého světa a k náboženským úvahám. V roce 1926 vstoupil do benediktinského kláštera v Solesmes, kde prožil zbytek života.
| „ | Myslím, že nejsem ani básník, ani spisovatel, ani umělec. Ale člověk, který nenašel jiný způsob, jak zůstat ve styku s životem, jak se udržet nad hladinou. Psal jsem, jako se chytáme záchranného pásu. | “ |

## Vydání v češtině
- Chuť skutečna, přeložil Jan Vladislav, Odeon 1966
- Palubní deník, přeložil Jiří Pelán, Odeon 1989
- Eseje a zápisky, přeložila Jitka Hamzová, Arbor vitae 2013[2]